# Толеїт
Толеїт (рос. толеит, англ. tholeiitic basalt, нім. Tholeiit m) — різновид і тип базальтів. За назвою місцевості Толей на землі Саар, ФРН.
- 1. Афіровий різновид базальтів або долеритів, що складається з основного плагіоклазу (Лабрадору), піроксенів (піжоніт, авгіт, гіперстен), базальтичної рогової обманки іноді олівіну. Характерною рисою Т. є присутність у них у вигляді невеликих відособлених ділянок скла (див. Структура толеїтова), при девітрифікації якого утворюються кварц-калішпатові гранофіри, типові для платобазальтів (напр., для сибірських трапів).
- 2. Найпоширеніший петрохімічний тип базальтів, насичених або навіть слабко пересичених SiO2, що обумовлює специфіку їх мінерального складу. Типу толеїтових базальтів протиставляється тип лужних (або олівінових) базальтів, недонасичених SiO2, які містять велику кількість магнезії й лугів.

Толеїти — найпоширеніші мафічні вулканічні породи серед утворень, що складають земну кору, їх, ймовірно, на два порядки більше в порівнянні з іншими мафічних породами. Серед інших порід найкраще розвиваються лужні базальти.